# 哈尔滨医科大学附属肿瘤医院
哈尔滨医科大学附属肿瘤医院 (英語：Harbin Medical University Cancer Hospital)创立于1972年，是一所集医疗、科研、教学、预防、保健、康复为一体的大型三级甲等肿瘤医院，位于中华人民共和国黑龙江省哈尔滨市南岗区哈平路150号，占地面积23.35万平方米，现有职工2878人，专业技术人员2183人，病床2180张。

## 科室设置
哈尔滨医科大学附属肿瘤医院拥有34个医疗科室， 16个医技科室，10个教研室，2个研究所。